# Melissa & Joey/Episodenliste

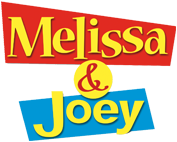
Logo zur Serie

Diese Episodenliste enthält alle Episoden der US-amerikanischen Sitcom Melissa & Joey, sortiert nach der US-amerikanischen Erstausstrahlung. Zwischen 2010 und 2015 entstanden in vier Staffeln 104 Episoden mit einer Länge von jeweils etwa 22 Minuten.

## Übersicht
| Staffel | Episodenanzahl | Erstausstrahlung USA | Erstausstrahlung USA | Deutschsprachige Erstausstrahlung | Deutschsprachige Erstausstrahlung |
| Staffel | Episodenanzahl | Staffelpremiere      | Staffelfinale        | Staffelpremiere                   | Staffelfinale                     |
| ------- | -------------- | -------------------- | -------------------- | --------------------------------- | --------------------------------- |
| 1       | 30             | 17. August 2010      | 14. September 2011   | 10. Dezember 2012                 | 5. Februar 2013                   |
| 2       | 15             | 30. Mai 2012         | 29. August 2012      | 6. Februar 2013                   | 4. März 2013                      |
| 3       | 37             | 29. Mai 2013         | 18. Juni 2014        | 8. Dezember 2013                  | 5. März 2015                      |
| 4       | 22             | 22. Oktober 2014     | 5. August 2015       | 16. November 2015                 | 26. Dezember 2015                 |

## Staffel 1
Die Erstausstrahlung der ersten Staffel mit insgesamt 30 Folgen begann am 17. August 2010 auf dem US-Sender ABC Family und endete am 14. September 2011. Die deutsche Erstausstrahlung war vom 10. Dezember 2012 bis zum 5. Februar 2013 bei Comedy Central.
| Nr. (ges.) | Nr. (St.) | Deutscher Titel                      | Originaltitel                    | Erstausstrahlung USA | Deutschsprachige Erstausstrahlung (D) | Regie                  | Drehbuch                                 | Zuschauer (USA) | Prod. Code |
| --- | --------- | ------------------------------------ | -------------------------------- | -------------------- | ------------------------------------- | ---------------------- | ---------------------------------------- | --------------- | ---------- |
| 1 | 1         | Winkelzüge                           | Pilot                            | 17. Aug. 2010        | 10. Dez. 2012                         | Ted Wass               | David Kendall & Bob Young                | 2,15            | 1001       |
| Melanie „Mel“ Burke hat Probleme mit ihrer Nichte Lennox. Da Mel es kaum schafft, ihren Verpflichtungen als Mitglied im Stadtrat, sowie als gesetzlicher Vormund zweier Kinder nachzukommen, schlägt ihre Assistentin Rhonda vor, sie möge eine Nanny engagieren. Mel zögert noch, bis sie erfährt, dass Lennox ein wenig freundliches Gedicht über die Schuldirektorin Mill Lunt verfasst hat. Bevor sie die Bewerberinnen trifft, klopft Joe an ihre Tür, der aufgrund der Geschäftsmethoden ihres Schwagers alles verloren hat und nun einen Job sucht. Sie erklärt ihm, dass in der Stadt Einstellungsstopp herrscht, woraufhin er anbietet, bei ihr als Nanny anzufangen. Während Mel in einem Meeting ist, kümmert sich Joe um die Kinder und überzeugt sogar Lennox (mithilfe von 50 Dollar), sich bei der Direktorin zu entschuldigen. Später entscheiden sie Joe als Nanny zu behalten. |           |                                      |                                  |                      |                                       |                        |                                          |                 |            |
| 2 | 2         | Aller Anfang ist schwer              | Moving On                        | 17. Aug. 2010        | 11. Dez. 2012                         | Ted Wass               | David Kendall & Bob Young                | 2,18            | 1002       |
| Joe zieht in den Keller von Mels Haus mit einem kleinen Teil seiner Habseligkeiten, während seine Ex-Frau das meiste hat. Mel überzeugt ihn, seine Sachen zurückzuholen, inklusive des großen Flachbildfernsehers. Der große Fernseher im Wohnzimmer ruiniert Mels Date mit einem anderen Politiker. Inzwischen ermutigt Mel Lennox, Freunde an ihrer neuen Schule zu finden. |           |                                      |                                  |                      |                                       |                        |                                          |                 |            |
| 3 | 3         | Nanny Liebe                          | Nanny Love                       | 24. Aug. 2010        | 12. Dez. 2012                         | Ted Wass               | Seth Kurland                             | 1,92            | 1004       |
| Joes neuer Job ruiniert sein Liebesleben. Als er einer Kommilitonin von Mel näher kommt, rät ihm Mel, einfach zu lügen. Die Lüge weitet sich aber aus, bis sie schließlich auffliegt. |           |                                      |                                  |                      |                                       |                        |                                          |                 |            |
| 4 | 4         | Schlimme Jungs                       | Boy Toys ’R’ Us                  | 31. Aug. 2010        | 13. Dez. 2012                         | Ted Wass               | Jennifer Glickman                        | 1,60            | 1003       |
| Lennox hat einen neuen Freund, der schlechten Einfluss auf sie hat, was jedoch ihre Tante Mel, die mit einem Kellner/Musiker ausgeht, nichts ausmacht. Joe versucht die beiden zur Vernunft zu bringen und baut einen begehbaren Kleiderschrank für Mel. |           |                                      |                                  |                      |                                       |                        |                                          |                 |            |
| 5 | 5         | Ein Plan kommt selten allein         | The Perfect Storm                | 7. Sep. 2010         | 17. Dez. 2012                         | Steve Zuckerman        | Larry Reitzer                            | 1,64            | 1008       |
| Mel wird von ihrem Vater Russel Burke besucht, der versucht, ihre Autorität bei Lennox zu untergraben und Joe mit einer Rolex „besticht“. |           |                                      |                                  |                      |                                       |                        |                                          |                 |            |
| 6 | 6         | Spione haben kurze Beine             | Spies & Lies                     | 14. Sep. 2010        | 18. Dez. 2012                         | David Trainer          | Brenda Hsueh                             | 1,40            | 1006       |
| Wegen Joes verdächtigen Verhaltens nimmt Mel an, er wäre in einer Beziehung, jedoch hat er sich mit einem früheren Kollegen zusammengetan um Mels Schwager Lewis zu finden. Inzwischen versuchen Mel und Lennox herauszufinden, wer Ryder in der Schule zu schaffen macht und ihm seine Turnschuhe und Rucksack stiehlt, müssen aber herausfinden, dass er das freiwillig einem Freund gegeben hat, um wiedergutzumachen, was dessen Familie durch die Geschäftsmethoden von Ryders Eltern widerfahren ist. |           |                                      |                                  |                      |                                       |                        |                                          |                 |            |
| 7 | 7         | Im falschen Licht                    | Up Close & Personal              | 21. Sep. 2010        | 19. Dez. 2012                         | David Trainer          | Miriam Trogdon                           | 1,32            | 1007       |
| Die Reporterin Celeste Vega dreht einen Film über Mels Leben und ist dabei mehr an Joes Pflichten als Nanny interessiert als an ihrer Funktion als Stadtratsmitglied, wodurch der Beitrag ein schlechtes Licht auf ihre Kompetenz wirft. |           |                                      |                                  |                      |                                       |                        |                                          |                 |            |
| 8 | 8         | Tanze Tango mit mir                  | Dancing with the Stars of Toledo | 28. Sep. 2010        | 20. Dez. 2012                         | Ted Wass               | Matt Boren                               | 0,96            | 1005       |
| Mel willigt ein, an der Wohltätigkeitsveranstaltung Dancing with the Stars of Toledo teilzunehmen, einer Anspielung auf die Fernsehsendung Let’s Dance (englischer Titel: Dancing with the Stars) teilzunehmen. Joe, der ihr vorher half, die Choreografie einzustudieren, muss sie jedoch verletzungsbedingt ersetzen. |           |                                      |                                  |                      |                                       |                        |                                          |                 |            |
| 9 | 9         | Die koreanische Nanny                | Seoul Man                        | 5. Okt. 2010         | 27. Dez. 2012                         | Tim O’Donnell          | David Kendall & Bob Young                | 0,90            | 1009       |
| Es finden Razzien statt, um Schwarzarbeiter in den Haushalten der Stadtratsmitglieder zu finden. Mel bittet Joe um seine Geburtsurkunde, um nachweisen zu können, dass er kein illegaler Einwanderer ist. Doch sie muss erfahren, dass Joe in einem US-Militärkrankenhaus in Korea zur Welt gekommen ist, und es schwierig ist, an diese Papiere zu kommen. Lennox geht zusammen mit ihrer besten Freundin Phoebe auf den Schulball, wodurch Gerüchte aufkommen, sie sei lesbisch. |           |                                      |                                  |                      |                                       |                        |                                          |                 |            |
| 10 | 10        | Lennox, wir vertrauen dir            | In Lennox We Trust               | 12. Okt. 2010        | 1. Jan. 2013                          | Steve Zuckerman        | Jennifer Glickman                        | 1,28            | 1011       |
| Mel ist zunächst erfreut, dass Lennox’ neuer Freund der Sohn des Bürgermeisters ist, muss jedoch feststellen, dass dessen gute Manieren nur Fassade sind. |           |                                      |                                  |                      |                                       |                        |                                          |                 |            |
| 11 | 11        | Der Dachbodenschreck                 | A Fright in the Attic            | 19. Okt. 2010        | 2. Jan. 2013                          | David Trainer          | Seth Kurland                             | 1,52            | 1010       |
| An Halloween hört Joe Geräusche vom Dachboden. Er schaut nach und findet dort Mels Schwager Lewis, der immer noch auf der Flucht vor den Behörden ist. Lennox und Ryder versorgen ihn mit Essen und verbringen noch einige Zeit mit ihm, bevor er sich der Polizei stellen will. Sie überzeugen Mel und Joe, dass sie mit ihrem Vater zu einer Halloweenparty gehen können. Dort wird Lewis von einem Polizisten abgeführt, jedoch stellt sich heraus, dass dies kein echter Polizist war, sondern er von Lewis bezahlt wurde. Diese Folge enthält eine Anspielung auf die Sitcom Sabrina – Total Verhext!, in der Melissa Joan Hart ebenfalls die Hauptrolle spielte: Als Mel auf der Party eine Frau mit Hexenkostüm entdeckt, sagt sie: „Been there. Done that.“ (Das habe ich bereits gemacht).                                                                                              |           |                                      |                                  |                      |                                       |                        |                                          |                 |            |
| 12 | 12        | Joe hat’s drauf                      | Joe Knows                        | 26. Okt. 2010        | 3. Jan. 2013                          | Steve Zuckerman        | Jennifer Glickman                        | 1,38            | 1015       |
| Joe dreht eine Internetshow namens Joe Knows (Joe weiß es), um ihn als Finanzexperten darzustellen. Mithilfe von Mels Ratschlägen gewinnt die Show an Popularität. Jedoch müssen sie feststellen, dass die Videos nicht wegen Joes Fachwissen, sondern wegen seines guten Aussehens angeklickt werden. |           |                                      |                                  |                      |                                       |                        |                                          |                 |            |
| 13 | 13        | Feinde mit gewissen Vorzügen         | Enemies with Benefits            | 29. Juni 2011        | 7. Jan. 2013                          | Steve Zuckerman        | Jordana Arkin                            | 1,54            | 1012       |
| Joes Exfrau Tiffany versucht, erneut eine Beziehung mit ihm aufzubauen, während sie Angst vor einer Schwangerschaft hat. Lennox versucht, ihre Popularität in der Schule zu steigern. |           |                                      |                                  |                      |                                       |                        |                                          |                 |            |
| 14 | 14        | Spezialtraining                      | Don’t Train on My Parade         | 6. Juli 2011         | 8. Jan. 2013                          | Steve Zuckerman        | Matt Boren                               | 1,08            | 1019       |
| Joe trifft sich mit Mels Personal Trainer, wodurch es schwierig wird, ihr Liebesleben und Mels Training zu koordinieren. Lennox versucht, trotz ihrer Gefühle für ihn, die Freundschaft mit Beckett zu erhalten. |           |                                      |                                  |                      |                                       |                        |                                          |                 |            |
| 15 | 15        | Japanisch für Anfänger               | Lost in Translation              | 13. Juli 2011        | 9. Jan. 2013                          | Steve Zuckerman        | Seth Kurland                             | 1,03            | 1021       |
| Mel hat einen Geschäftstermin mit einem Japaner, wobei Joe als Übersetzer fungiert. Sie entwickelt eine Beziehung mit ihm, was Joe verhindern zu versucht, der erkennt, dass der Geschäftspartner nur einen One-Night-Stand will. Inzwischen übernimmt Ryder die Rolle eines Vermittlers zwischen Lennox und ihrer ehemaligen besten Freundin, da die beiden ein Projekt zusammen erledigen müssen. |           |                                      |                                  |                      |                                       |                        |                                          |                 |            |
| 16 | 16        | Das Klassentreffen                   | Joe Versus the Reunion           | 20. Juli 2011        | 10. Jan. 2013                         | Jeff Melman            | Larry Reitzer                            | 0,98            | 1020       |
| Mel hat Mitleid mit Joes Situation und gibt sich auf dessen Klassentreffen vom Collage als seine Freundin ausgibt. Inzwischen wollen Lennox und Ryder zu Hause eine Party veranstalten, bleiben jedoch allein und müssen feststellen, dass sie die Einladung falsch abgesandt haben. Die Folge ist eine Anspielung auf den Fernsehfilm My Fake Fiancé von 2009, in dem Melissa Joan Hart und Joey Lawrence die Hauptrollen spielen. Im Film geben sie vor verlobt zu sein. |           |                                      |                                  |                      |                                       |                        |                                          |                 |            |
| 17 | 17        | Toledos nächstes Topmodel            | Toledo’s Next Top Model          | 27. Juli 2011        | 14. Jan. 2013                         | David Trainer          | Jordana Arkin                            | 0,88            | 1017       |
| Lennox begegnet einem Model-Scout, woraufhin sie von einer Karriere als Model träumt. Sie braucht nur noch die Erlaubnis ihrer Tante Mel. Am Ende gibt sie ihr Ziel doch auf. Inzwischen hilft Joe Ryder dabei, Holly zu fragen, ob sie mit ihm ausgeht, sie kontrolliert daraufhin immer mehr Ryders Leben. |           |                                      |                                  |                      |                                       |                        |                                          |                 |            |
| 18 | 18        | Die falsche Braut                    | The Mel Word                     | 3. Aug. 2011         | 15. Jan. 2013                         | Steve Zuckerman        | Sarah Jane Cunningham & Suzie V. Freeman | 1,02            | 1028       |
| Mel plant die Hochzeit ihrer lesbischen Cousine, die eine Frau heiraten will. Lennox und Ryder drehen eine Dokumentation, für die sie fast vergeblich versuchen, Leute mit Vorurteilen gegen die gleichgeschlechtliche Ehe zu finden. Die Verlobte von Mels Cousine flirtet jedoch sowohl mit Mel als auch mit Joe, was letztendlich die Hochzeit verhindert. |           |                                      |                                  |                      |                                       |                        |                                          |                 |            |
| 19 | 19        | Held zu versteigern                  | Auction Hero                     | 3. Aug. 2011         | 16. Jan. 2013                         | David Trainer          | Jennifer Glickman                        | 1,05            | 1018       |
| Mel nimmt an einem Wohltätigkeitsball teil und versteigert dort einen Abend mit Joe. Die Auktion bringt viel ein, jedoch muss Joe feststellen, dass die Gewinnerin mehr von ihm will, als nur seine Qualitäten als Nanny. Inzwischen muss Lennox innerhalb von 10 Tagen einen Roman verfassen, um ihrer Lehrerin zu beweisen, dass sie das Zeug dazu hat, eine gute Autorin zu werden. |           |                                      |                                  |                      |                                       |                        |                                          |                 |            |
| 20 | 20        | Torschlusspanik                      | Waiting for Mr. Right            | 10. Aug. 2011        | 17. Jan. 2013                         | David Trainer          | Matt Boren                               | 1,04            | 1014       |
| Mels letzte Freundin, die noch Single ist, akzeptiert einen Heiratsantrag. Daraufhin versucht Mel, ihre seltsame Beziehung zum Laufen zu bringen, sehr zum Missfallen von Joe. Inzwischen gibt Lennox Ryder ein gründliches Umstyling, um damit hip zu wirken und ein Mädchen zu beeindrucken. |           |                                      |                                  |                      |                                       |                        |                                          |                 |            |
| 21 | 21        | Junge Liebe                          | Young Love                       | 17. Aug. 2011        | 21. Jan. 2013                         | Ted Wass               | Jennifer Glickman                        | 0,98            | 1023       |
| Mel trifft sich mit einem deutlich jüngeren Mann, George. Lennox und ihr Mitschüler Roman sind im Wettstreit, wer Hauptredakteur des Blogs der Schule wird. |           |                                      |                                  |                      |                                       |                        |                                          |                 |            |
| 22 | 22        | Ein Hoch auf die Liebe               | Mel & Joe’s Anniversary          | 17. Aug. 2011        | 22. Jan. 2013                         | Ted Wass               | Seth Kurland                             | 1,14            | 1024       |
| George macht eine Party, um Mel allen seinen Freunden vorzustellen. Joe ärgert sich über seine Exfrau, die sich an deren Hochzeitstag unangemessen verhält. |           |                                      |                                  |                      |                                       |                        |                                          |                 |            |
| 23 | 23        | Die Fernbeziehung                    | Going the Distance?              | 24. Aug. 2011        | 23. Jan. 2013                         | Ted Wass               | Jordana Arkin                            | 1,02            | 1025       |
| Mel überdenkt ihre Beziehung mit George, da der viel jünger ist als sie. Inzwischen stellt Ryders Freundin Holly ihn ihren Eltern vor. |           |                                      |                                  |                      |                                       |                        |                                          |                 |            |
| 24 | 24        | Lokalpolitik in der Hütte            | All Politics Is Local            | 24. Aug. 2011        | 24. Jan. 2013                         | Shelley Jensen         | David Kendall & Bob Young                | 1,07            | 1016       |
| Mels Vater kommt zu Besuch, um im Stadtrat eine Gesetzesinitiative zu unterstützen, gegen die sich Mel ausgesprochen hat. Inzwischen begeistert sich ein Mitschüler und angehender Sänger für Lennox’ Gedichte. |           |                                      |                                  |                      |                                       |                        |                                          |                 |            |
| 25 | 25        | Noch ein Longo                       | The Other Longo                  | 31. Aug. 2011        | 28. Jan. 2013                         | David Trainer          | Seth Kurland                             | 0,89            | 1013       |
| Joes jüngerer Bruder ist in der Stadt und fühlt sich zu Mel hingezogen. In der Zwischenzeit weicht Lennox dem erkälteten Ryder aus, weil sie unbedingt auf eine Party gehen will. |           |                                      |                                  |                      |                                       |                        |                                          |                 |            |
| 26 | 26        | Vorbildliche Vorbilder               | Teacher/Teacher                  | 31. Aug. 2011        | 29. Jan. 2013                         | Jeff Melman            | Larry Reitzer                            | 0,96            | 1029       |
| Ryder kommt wegen Joe in Schwierigkeiten mit seinem Lehrer. Inzwischen nimmt Mel Lennox in ein Konzert, das man eigentlich erst ab 18 Jahren besuchen darf. |           |                                      |                                  |                      |                                       |                        |                                          |                 |            |
| 27 | 27        | Der Pokal                            | Play Ball                        | 7. Sep. 2011         | 30. Jan. 2013                         | Leonard R. Garner, Jr. | Ed Driscoll                              | 0,94            | 1026       |
| Mel rekrutiert Joe für das Softball-Team ihres Büros, in dem eigentlich nur Mitarbeiter sein dürfen, um das andere Team schlagen zu können. Deshalb gibt sie Joe als ihren Assistenten aus, der jedoch schnell einen sehr harten Führungsstil im Büro an den Tag legt. Inzwischen will Ryder Lennox überzeugen, das Gedicht seiner Freundin Holly im Schul-Blog zu veröffentlichen. |           |                                      |                                  |                      |                                       |                        |                                          |                 |            |
| 28 | 28        | Die Grundstücksgrenze                | A House Divided                  | 7. Sep. 2011         | 31. Jan. 2013                         | Ted Wass               | Sarah Jane Cunningham & Suzie V. Freeman | 0,83            | 1022       |
| Mel und Joe streiten sich mit ihrem Nachbarn um den genauen Verlauf der Grundstücksgrenze. Ryder dreht einen Werbefilm gegen Alkohol am Steuer, in dem Lennox zusammen mit einem Sportler die Hauptrolle spielt. |           |                                      |                                  |                      |                                       |                        |                                          |                 |            |
| 29 | 29        | Benimm dich! – Aber nicht so wie ich | Do as I Say, Not as I Did        | 14. Sep. 2011        | 4. Feb. 2013                          | David Trainer          | Julie Brown                              | 1,27            | 1027       |
| Mel und Joe haben Angst, dass Lennox dem Gruppenzwang nachgibt. Deshalb folgen sie ihr auf eine Party, um sie, sehr zu ihrem Missfallen, zu beobachten. Ryder lernt zusammen mit einem anderen Mädchen und lehnt sich so zum ersten Mal gegen seine Freundin Holly auf. |           |                                      |                                  |                      |                                       |                        |                                          |                 |            |
| 30 | 30        | Der Himmel stürzt ein                | The Settlement                   | 14. Sep. 2011        | 5. Feb. 2013                          | Jeff Melman            | David Kendall & Bob Young                | 1,39            | 1030       |
| Joe denkt über all seine Möglichkeiten nach, als er an eine Menge Geld kommt. In der Zwischenzeit wird das Sofa im Wohnzimmer durch einen Wasserrohrbruch in Mitleidenschaft gezogen. |           |                                      |                                  |                      |                                       |                        |                                          |                 |            |

## Staffel 2
Am 11. Juli 2011 wurde Melissa & Joey für eine zweite Staffel mit 15 Folgen verlängert. Die Ausstrahlung begann am 30. Mai auf ABC Family mit Doppelfolgen und dauerte bis zum 29. August 2012. Die deutsche Erstausstrahlung erfolgte vom 6. Februar bis zum 4. März 2013 bei Comedy Central.
| Nr. (ges.) | Nr. (St.) | Deutscher Titel           | Originaltitel               | Erstausstrahlung USA | Deutschsprachige Erstausstrahlung (D) | Regie                  | Drehbuch                                 | Zuschauer (USA) | Prod. Code |
| --- | --------- | ------------------------- | --------------------------- | -------------------- | ------------------------------------- | ---------------------- | ---------------------------------------- | --------------- | ---------- |
| 31 | 1         | Bauleiter Joe             | I Can Manage                | 30. Mai 2012         | 6. Feb. 2013                          | Jeff Melman            | David Kendall & Bob Young                | 1,21            | 2001       |
| Mels Haus wird renoviert. Da sie viel zu tun hat, überlässt sie Joe die Verhandlung mit dem Bauunternehmer. Joe verhandelt jedoch zu hart und die Bauleute ziehen schließlich ab. Mel holt nun die Bauleute zurück, indem sie dem Bauunternehmer mehr Geld bezahlt. In der Zwischenzeit schreibt Lennox ein Stück, deren Aufführung ihr von der Schulleiterin untersagt wird. Sie führen es dennoch auf und es gefällt schließlich, sehr zu Lennox’ Missfallen, der Schulleitung. |           |                           |                             |                      |                                       |                        |                                          |                 |            |
| 32 | 2         | Mehr Privatsphäre         | If You Can’t Stand the Heat | 30. Mai 2012         | 7. Feb. 2013                          | Jeff Melman            | Seth Kurland                             | 1,25            | 2002       |
| Mel und Joe versuchen gegenseitig ihre Privatsphäre zu respektieren. Lennox flüchtet vor der Arbeit mit dem „Spirit Committee“ der Schule, bis sie den Präsidenten des Clubs, Aidan, kennenlernt. |           |                           |                             |                      |                                       |                        |                                          |                 |            |
| 33 | 3         | Nichts passiert           | Good to Go                  | 6. Juni 2012         | 11. Feb. 2013                         | Rob Schiller           | Jennifer Glickman                        | 1,07            | 2003       |
| Als Mel und Joe Lennox Zimmer betreten, ist diese zusammen mit Aidan im Bett. Sie versuchen nun, die beiden vom Sex abzubringen, während Aidans Eltern von der Idee des „ersten Mals“ angetan sind. Holly versucht Ryder zu überzeugen, sich das erste Mal zu rasieren. |           |                           |                             |                      |                                       |                        |                                          |                 |            |
| 34 | 4         | Geheime Machenschaften    | All Up in My Business       | 6. Juni 2012         | 12. Feb. 2013                         | Melissa Joan Hart      | David Kendall & Bob Young                | 1,08            | 2007       |
| Joe glaubt, Mel hätte eine Affäre mit einem verheirateten Mann, und versucht sie aufzudecken. |           |                           |                             |                      |                                       |                        |                                          |                 |            |
| 35 | 5         | Knockout                  | The Knockout                | 13. Juni 2012        | 13. Feb. 2013                         | Steve Zuckerman        | David Kendall & Bob Young                | 1,11            | 2005       |
| Mel schlägt einen Mann, nachdem er im Kino Ryder schwer beleidigt hat. Jemand stellt das Video ins Internet und Mel nutzt das ganze für ihre Kampagne für die nächste Wahl. Lennox versucht vergeblich, eine neue Mitschülerin als Freundin zu gewinnen. |           |                           |                             |                      |                                       |                        |                                          |                 |            |
| 36 | 6         | Hü und Hott               | Breaking Up Is Hard to Do   | 20. Juni 2012        | 14. Feb. 2013                         | Jeff Melman            | Sarah Jane Cunningham & Suzie V. Freeman | 1,49            | 2014       |
| Mel will sich von ihrem unsicheren Freund Donald trennen, doch sie bringt es nicht übers Herz, dies zu tun, nachdem er seinen Job verloren hat. Joe verpasst ihm ein Makeover, wodurch er wesentlich selbstsicherer wird, aber auch zu sehr wie Joe. Daraufhin verlässt Mel ihn doch. |           |                           |                             |                      |                                       |                        |                                          |                 |            |
| 37 | 7         | Gemischtes Doppel         | Mixed Doubles               | 27. Juni 2012        | 18. Feb. 2013                         | David Trainer          | Jennifer Glickman                        | 1,42            | 2009       |
| Da Mel und Joe glauben, immer die Falschen zu daten, beschließen sie, sich gegenseitig Dates zu besorgen, was anfangs gut zu gehen scheint, doch als sie auf ein Doppeldate in ein Restaurant gehen, zerbrechen die neuen Beziehungen und Mel und Joe verbringen nun den Rest des Abends zusammen. Inzwischen setzt Lennox alles daran, ihren eigenen Blog zu starten, nachdem sie nicht mehr für das Schulblog schreibt, und vernachlässigt dabei ihren Freund Haskell. |           |                           |                             |                      |                                       |                        |                                          |                 |            |
| 38 | 8         | Der Spender               | The Donor                   | 11. Juli 2012        | 19. Feb. 2013                         | David Kendall          | David Valliere                           | 1,21            | 2015       |
| Mels Freundin Jackie möchte ein Kind und sucht sich mit ihr zusammen einen anonymen Spender aus der Samenbank aus. Mel entdeckt, dass es sich bei Jackies Wahl um Joe handelt, und will sie davon abbringen, doch Jackie will es umso mehr, jetzt wo sie weiß, um wen es sich handelt. Als das Sperma plötzlich nicht mehr verfügbar ist, will Jackie Joe verführen, um doch noch ein Kind von ihm zu bekommen. Lennox und Haskell streiten darüber, ob sie ein Buch verkaufen, das sie zuvor auf dem Flohmarkt als Symbol ihrer Liebe erstanden hatten, da es viel mehr wert sei als sie erwartet hatten. |           |                           |                             |                      |                                       |                        |                                          |                 |            |
| 39 | 9         | Nichts passiert           | Eat, Pray, Date             | 18. Juli 2012        | 20. Feb. 2013                         | Leonard R. Garner, Jr. | Larry Reitzer                            | 1,01            | 2004       |
| Mel geht mit Travis aus, der denkt, sie könne gut kochen, doch das Gericht, was er probiert hatte, war tatsächlich von Joe. Als sie auf einem Date gemeinsam kochen wollen, lässt sich Mel von Joe per Videochat helfen, der mit einer Masseuse im oberen Stock ist. Lennox muss erfahren, dass sich ihre Freundin Noelle in Ryder verliebt hat, und will eine Beziehung der beiden verhindern. |           |                           |                             |                      |                                       |                        |                                          |                 |            |
| 40 | 10        | Notlügen                  | Pretty Big Liars            | 25. Juli 2012        | 21. Feb. 2013                         | Steve Zuckerman        | Seth Kurland                             | 1,25            | 2006       |
| Ryder und Lennox erben je $1,000, die Ryder in eine junge Firma, die Schuhe verkauft, investieren möchte. Joe rät ihm von der risikoreichen Anlage ab, doch Ryder kauft schließlich die Anteile über Joes Account. Doch Joe sagt ihm nur, er habe die Anteile gekauft, um ihn vor dem Verlust zu bewahren, kommt dadurch aber in Schwierigkeiten, da die Aktie große Gewinne einfährt. Lennox hat sich von Haskell getrennt, doch Mel geht hinter Lennox’ Rücken und gegen deren Willen mit Haskells Vater Sam aus.                                                                                        |           |                           |                             |                      |                                       |                        |                                          |                 |            |
| 41 | 11        | Geheime Fahrstunden       | A Pair of Sneakers          | 1. Aug. 2012         | 25. Feb. 2013                         | Linda Mendoza          | Kara Lee Burk                            | 1,23            | 2012       |
| 42 | 12        | Die Mutter aller Probleme | Mother of All Problems      | 8. Aug. 2012         | 26. Feb. 2013                         | Jeff Melman            | Larry Reitzer                            | 1,09            | 2013       |
| 43 | 13        | Geschäftsbeziehungen      | Wherefore Art Thou Lennox   | 15. Aug. 2012        | 27. Feb. 2013                         | Joey Lawrence          | Sarah Jane Cunningham & Suzie V. Freeman | 1,28            | 2008       |
| 44 | 14        | Liebesgrüße aus Russland  | From Russia with Love       | 22. Aug. 2012        | 28. Feb. 2013                         | Rob Schiller           | Jennifer Glickman                        | 1,22            | 2010       |
| 45 | 15        | Kurzes Glück              | Mel Marries Joe             | 29. Aug. 2012        | 4. März 2013                          | Rob Schiller           | Stefanie Leder                           | 1,50            | 2011       |

## Staffel 3
Die Erstausstrahlung der dritten Staffel war vom 29. Mai 2013 bis zum 18. Juni 2014 auf dem US-amerikanischen Kabelsender ABC Family zu sehen. Die deutschsprachige Erstausstrahlung sendete der deutsche Free-TV-Sender Comedy Central vom 8. Dezember 2013 bis zum 5. März 2015.
| Nr. (ges.) | Nr. (St.) | Deutscher Titel                       | Originaltitel                    | Erstausstrahlung USA | Deutschsprachige Erstausstrahlung (D) | Regie             | Drehbuch                                 | Zuschauer (USA) | Prod. Code |
| ---------- | --------- | ------------------------------------- | -------------------------------- | -------------------- | ------------------------------------- | ----------------- | ---------------------------------------- | --------------- | ---------- |
| 46         | 1         | Joes neuer Job                        | Works for Me                     | 29. Mai 2013         | 8. Dez. 2013                          | Jeff Melman       | David Kendall & Bob Young                | 0,97 Mio.       | 3001       |
| 47         | 2         | Spitzeneltern                         | Toxic Parents                    | 5. Juni 2013         | 15. Dez. 2013                         | Rob Schiller      | Sarah Jane Cunningham & Suzie V. Freeman | 0,81 Mio.       | 3002       |
| 48         | 3         | Der Insider-Job                       | Inside Job                       | 12. Juni 2013        | 22. Dez. 2013                         | Rob Schiller      | Bob Young & David Kendall                | 1,02 Mio.       | 3003       |
| 49         | 4         | Kaum auszuhalten                      | Can’t Hardly Wait                | 12. Juni 2013        | 22. Dez. 2013                         | Melissa Joan Hart | Christopher Luccy                        | 0,76 Mio.       | 3007       |
| 50         | 5         | Brüderchen und Schwesterchen          | Oh Brother                       | 19. Juni 2013        | 29. Dez. 2013                         | Jeff Melman       | Seth Kurland                             | 1,05 Mio.       | 3004       |
| 51         | 6         | Die Wahrheit tut weh                  | The Truth Hurts                  | 26. Juni 2013        | 29. Dez. 2013                         | Jeff Melman       | Seth Kurland                             | 0,98 Mio.       | 3005       |
| 52         | 7         | Bye, bye Baby                         | The Unkindest Cut                | 10. Juli 2013        | 5. Jan. 2014                          | Robbie Countryman | Jennifer Glickman                        | 0,82 Mio.       | 3006       |
| 53         | 8         | Deine Freundin, meine Freundin        | The Unfriending                  | 17. Juli 2013        | 5. Jan. 2014                          | Rob Schiller      | Sarah Jane Cunningham & Suzie V. Freeman | 0,91 Mio.       | 3008       |
| 54         | 9         | Große Ereignisse                      | Something Happened               | 24. Juli 2013        | 12. Jan. 2014                         | Rob Schiller      | Jennifer Glickman                        | 0,96 Mio.       | 3009       |
| 55         | 10        | Familiengeheimnisse                   | Family Feud Good Morning Toledo  | 31. Juli 2013        | 12. Jan. 2014                         | Adam Weissman     | Julie Whitesell                          | 1,00 Mio.       | 3014       |
| 56         | 11        | Zu schnell, zu früh                   | Fast Times                       | 7. Aug. 2013         | 19. Jan. 2014                         | Jeff Melman       | Jennifer Glickman                        | 0,91 Mio.       | 3011       |
| 57         | 12        | Schlechter Einfluss                   | Bad Influence                    | 14. Aug. 2013        | 19. Jan. 2014                         | Joey Lawrence     | Stefanie Leder                           | 0,74 Mio.       | 3012       |
| 58         | 13        | Lebenslektionen                       | Teach Your Children              | 21. Aug. 2013        | 26. Jan. 2014                         | Jeff Melman       | Stefanie Leder                           | 0,85 Mio.       | 3010       |
| 59         | 14        | Was in New Jersey passiert … – Teil 1 | What Happens in Jersey… (Part 1) | 28. Aug. 2013        | 26. Jan. 2014                         | David Kendall     | David Kendall & Bob Young                | 0,91 Mio.       | 3015       |
| 60         | 15        | Was in New Jersey passiert … – Teil 2 | What Happens in Jersey… (Part 2) | 4. Sep. 2013         | 26. Jan. 2014                         | Phill Lewis       | David Kendall & Bob Young                | 1,13 Mio.       | 3016       |
| 61         | 16        | Fröhlicher Weihnachtsfrust            | A New Kind of Christmas          | 11. Dez. 2013        | 26. Dez. 2014                         | Rob Schiller      | Seth Kurland                             | 1,22 Mio.       | 3013       |
| 62         | 17        | Ein ehrbarer Antrag                   | A Decent Proposal                | 15. Jan. 2014        | 2. Feb. 2015                          | David Kendall     | David Kendall & Bob Young                | 1,25 Mio.       | 3017       |
| 63         | 18        | Unabhängigkeitstag                    | Independence Day                 | 22. Jan. 2014        | 3. Feb. 2015                          | Rob Schiller      | Jennifer Glickman                        | 1,21 Mio.       | 3018       |
| 64         | 19        | Ein unmoralisches Angebot             | The New Deal                     | 29. Jan. 2014        | 4. Feb. 2015                          | Rob Schiller      | Stefanie Leder                           | 1,36 Mio.       | 3019       |
| 65         | 20        | Fühl den Schmerz                      | Feel the Burn                    | 5. Feb. 2014         | 5. Feb. 2015                          | Robbie Countryman | Seth Kurland                             | 1,13 Mio.       | 3020       |
| 66         | 21        | Mit Begleitung                        | Plus One                         | 12. Feb. 2014        | 9. Feb. 2015                          | Melissa Joan Hart | Christopher Luccy                        | 1,06 Mio.       | 3021       |
| 67         | 22        | Baby auf vier Pfoten                  | House Broken                     | 26. Feb. 2014        | 10. Feb. 2015                         | Jeff Melman       | David Valliere                           | 0,89 Mio.       | 3022       |
| 68         | 23        | Paartherapie                          | Couples Therapy                  | 5. März 2014         | 11. Feb. 2015                         | Joey Lawrence     | Julie Whitesell                          | 0,99 Mio.       | 3023       |
| 69         | 24        | Um ehrlich zu sein …                  | To Tell the Truth                | 12. März 2014        | 12. Feb. 2015                         | Jeff Melman       | Jennifer Glickman                        | 0,86 Mio.       | 3024       |
| 70         | 25        | Mein Haus, meine Regeln               | My Roof, My Rules                | 19. März 2014        | 16. Feb. 2015                         | Jeff Melman       | Julie Whitesell                          | 0,98 Mio.       | 3025       |
| 71         | 26        | Das erste und letzte Mal              | The Chaperones                   | 26. März 2014        | 17. Feb. 2015                         | Rob Schiller      | David Kendall & Bob Young                | 1,01 Mio.       | 3026       |
| 72         | 27        | Die Notlüge                           | I’ll Cut You                     | 2. Apr. 2014         | 18. Feb. 2015                         | Rob Schiller      | Michael Curtis & Roger S.H. Schulman     | 0,91 Mio.       | 3027       |
| 73         | 28        | Abschlepphilfe                        | Catch & Release                  | 9. Apr. 2014         | 19. Feb. 2015                         | Melissa Joan Hart | Stefanie Leder                           | 0,95 Mio.       | 3028       |
| 74         | 29        | Ein Vater für alle Fälle              | Born to Run                      | 16. Apr. 2014        | 23. Feb. 2015                         | Joey Lawrence     | Seth Kurland                             | 1,00 Mio.       | 3029       |
| 75         | 30        | Geschmacksfragen                      | More than Roommates              | 23. Apr. 2014        | 24. Feb. 2015                         | Stuart Bass       | Holly Hester                             | 0,87 Mio.       | 3030       |
| 76         | 31        | In unerwarteter Erwartung             | Accidents Will Happen            | 30. Apr. 2014        | 25. Feb. 2015                         | Robbie Countryman | Christopher Luccy                        | 0,89 Mio.       | 3031       |
| 77         | 32        | Zur rechten Zeit am rechten Ort       | Right Time, Right Place          | 7. Mai 2014          | 26. Feb. 2015                         | Jeff Melman       | Jennifer Glickman                        | 0,82 Mio.       | 3032       |
| 78         | 33        | Blicke nie im Zorn zurück             | Don’t Look Back in Anger         | 14. Mai 2014         | 2. März 2015                          | David Kendall     | Christopher Luccy & Julie Whitesell      | 0,89 Mio.       | 3037       |
| 79         | 34        | Ungebetene Gäste                      | Uninvited                        | 28. Mai 2014         | 3. März 2015                          | Jeff Melman       | Stefanie Leder                           | 1,02 Mio.       | 3033       |
| 80         | 35        | Das was ich will bist du              | You’re the One That I Want       | 4. Juni 2014         | 4. März 2015                          | Rob Schiller      | Seth Kurland                             | 0,97 Mio.       | 3034       |
| 81         | 36        | Überraschung!                         | Maybe I’m Amazed                 | 11. Juni 2014        | 5. März 2015                          | Rob Schiller      | David Kendall & Bob Young                | 0,96 Mio.       | 3035       |
| 82         | 37        | Endlich                               | At Last                          | 18. Juni 2014        | 5. März 2015                          | David Kendall     | Jennifer Glickman                        | 1,29 Mio.       | 3036       |

## Staffel 4
Die Erstausstrahlung der vierten Staffel ist seit dem 22. Oktober 2014 auf dem US-amerikanischen Kabelsender ABC Family zu sehen. Die deutschsprachige Erstausstrahlung sendete der deutsche Free-TV-Sender Comedy Central vom 16. November 2015 bis 26. Dezember 2015.
| Nr. (ges.) | Nr. (St.) | Deutscher Titel               | Originaltitel                 | Erstausstrahlung USA | Deutschsprachige Erstausstrahlung (D) | Regie             | Drehbuch                             | Zuschauer (USA) | Prod. Code |
| ---------- | --------- | ----------------------------- | ----------------------------- | -------------------- | ------------------------------------- | ----------------- | ------------------------------------ | --------------- | ---------- |
| 83         | 1         | Verhextes Halloween           | Witch Came First              | 22. Okt. 2014        | 16. Nov. 2015                         | Melissa Joan Hart | Jennifer Glickman                    | 1,19 Mio.       | 4001       |
| 84         | 2         | Melanie & Josiahs Weihnachten | A Melanie & Josiah Christmas  | 10. Dez. 2014        | 26. Dez. 2015                         | Rob Schiller      | Julie Whitesell                      | 1,00 Mio.       | 4006       |
| 85         | 3         | Die Flitterwochen             | The Honeymooners              | 14. Jan. 2015        | 17. Nov. 2015                         | Rob Schiller      | David Kendall & Bob Young            | 0,95 Mio.       | 4002       |
| 86         | 4         | Der Tag danach                | The Day After                 | 21. Jan. 2015        | 18. Nov. 2015                         | Rob Schiller      | Seth Kurland                         | 0,78 Mio.       | 4003       |
| 87         | 5         | Lass uns loslegen             | Let’s Get It Started          | 28. Jan. 2015        | 19. Nov. 2015                         | Rob Schiller      | Ed Driscoll                          | 0,98 Mio.       | 4004       |
| 88         | 6         | Kommunikationsstörung         | Failure to Communicate        | 4. Feb. 2015         | 23. Nov. 2015                         | David Kendall     | Michael Curtis & Roger S.H. Schulman | 0,75 Mio.       | 4005       |
| 89         | 7         | Danke, aber nein danke        | Thanks but No Thanks          | 11. Feb. 2015        | 24. Nov. 2015                         | Rob Schiller      | Jennifer Glickman                    | 0,61 Mio.       | 4007       |
| 90         | 8         | Stell dich der Musik          | Face the Music                | 18. Feb. 2015        | 25. Nov. 2015                         | Rob Schiller      | Seth Kurland                         | 0,68 Mio.       | 4008       |
| 91         | 9         | Zeit für uns                  | Being There                   | 25. Feb. 2015        | 26. Nov. 2015                         | Rob Schiller      | Julie Whitesell                      | 0,82 Mio.       | 4009       |
| 92         | 10        | Elterliche Führung            | Parental Guidance             | 4. März 2015         | 30. Nov. 2015                         | Rob Schiller      | Michael Curtis & Roger S.H. Schulman | 0,74 Mio.       | 4010       |
| 93         | 11        | Gone Girl                     | Gone Girl                     | 11. März 2015        | 1. Dez. 2015                          | Rob Schiller      | Michael Curtis & Roger S.H. Schulman | 0,74 Mio.       | 4011       |
| 94         | 12        | Du willst einen Eisprung      | You Say You Want an Ovulation | 18. März 2015        | 2. Dez. 2015                          | Rob Schiller      | Nicole Larson                        | 0,70 Mio.       | 4018       |
| 95         | 13        | Die Pflicht ruft              | Call of Duty                  | 3. Juni 2015         | 3. Dez. 2015                          | Rob Schiller      | Michael Curtis & Roger S.H. Schulman | 0,60 Mio.       | 4019       |
| 96         | 14        | Du kleiner Teufel             | You Little Devil              | 10. Juni 2015        | 7. Dez. 2015                          | Joey Lawrence     | David Kendall                        | 0,61 Mio.       | 4012       |
| 97         | 15        | Der Buchklub                  | The Book Club                 | 17. Juni 2015        | 8. Dez. 2015                          | Robbie Countryman | Seth Kurland                         | 0,73 Mio.       | 4013       |
| 98         | 16        | Die Frühschicht               | The Early Shift               | 24. Juni 2015        | 9. Dez. 2015                          | Robbie Countryman | Jeremy Roth                          | 0,65 Mio.       | 4014       |
| 99         | 17        | Unsere lieben Eltern          | The Parent Trap               | 1. Juli 2015         | 10. Dez. 2015                         | Robbie Countryman | Jennifer Glickman                    | 0,71 Mio.       | 4015       |
| 100        | 18        | Ein Blick in die Zukunft      | Melissa & Joey’s Frozen       | 8. Juli 2015         | 14. Dez. 2015                         | Joey Lawrence     | Julie Whitesell                      | 0,75 Mio.       | 4017       |
| 101        | 19        | Ein Ring für alle Ewigkeit    | Put a Ring on It              | 15. Juli 2015        | 15. Dez. 2015                         | David Kendall     | Julie Brown                          | 0,63 Mio.       | 4016       |
| 102        | 20        | Spieleabend                   | Game Night                    | 22. Juli 2015        | 16. Dez. 2015                         | Melissa Joan Hart | David Valliere                       | 0,66 Mio.       | 4022       |
| 103        | 21        | Der Klügere gibt nach         | Be the Bigger Person          | 29. Juli 2015        | 17. Dez. 2015                         | Rob Schiller      | Seth Kurland                         | 0,84 Mio.       | 4020       |
| 104        | 22        | Doppelte Freude               | Double Happiness              | 5. Aug. 2015         | 17. Dez. 2015                         | Rob Schiller      | Jennifer Glickman                    | 0,94 Mio.       | 4021       |